# Asian Sevens Series Femenino 2016
El Asian Sevens Series Femenino de 2016 fue la decimoséptima temporada del torneo femenino de rugby 7 de la confederación asiática.

## Calendario
| Torneo                                  | Ciudad    | Fecha                 | Campeón |
| --------------------------------------- | --------- | --------------------- | ------- |
| Seven Femenino de Hong Kong 2016 (Asia) | Hong Kong | 2 - 3 de septiembre   | Japón   |
| Seven Femenino de Incheon 2016          | Incheon   | 24 - 25 de septiembre | China   |
| Seven Femenino de Colombo 2015          | Colombo   | 10 - 11 de octubre    | Japón   |

## Tabla de posiciones
| Pos | País          | HKG | KOR | SRI | Puntos |
| --- | ------------- | --- | --- | --- | ------ |
| 1   | Japón         | 8   | 7   | 8   | 23     |
| 2   | China         | 7   | 8   | 7   | 22     |
| 3   | Hong Kong     | 6   | 6   | 5   | 17     |
| 4   | Tailandia     | 5   | 5   | 6   | 16     |
| 5   | Singapur      | 4   | 4   | 4   | 12     |
| 6   | Sri Lanka     | 3   | -   | 5   | 6      |
| 7   | Guam          | 2   | 3   | -   | 5      |
| 8   | Corea del Sur | -   | 2   | 2   | 4      |
| 9   | Uzbekistán    | 1   | 1   | -   | 2      |
| 10  | India         | -   | -   | 1   | 1      |

| Bandera de Japón |
| Campeón Japón    |
| Cuarto título    |